# Гленвуд-Спрінгс
Гленвуд-Спрінгс (англ. Glenwood Springs) — місто (англ. city) в США, в окрузі Гарфілд штату Колорадо. Населення — 9963 особи (2020).

## Географія
Гленвуд-Спрінгс розташований за координатами 39°33′2″ пн. ш. 107°19′28″ зх. д. / 39.55056° пн. ш. 107.32444° зх. д. (39.550626, -107.324308).  За даними Бюро перепису населення США в 2010 році місто мало площу 14,74 км², з яких 14,72 км² — суходіл та 0,02 км² — водойми.

### Клімат
| Клімат : Гленвуд-Спрінгс                                                         | Клімат : Гленвуд-Спрінгс | Клімат : Гленвуд-Спрінгс | Клімат : Гленвуд-Спрінгс | Клімат : Гленвуд-Спрінгс | Клімат : Гленвуд-Спрінгс | Клімат : Гленвуд-Спрінгс | Клімат : Гленвуд-Спрінгс | Клімат : Гленвуд-Спрінгс | Клімат : Гленвуд-Спрінгс | Клімат : Гленвуд-Спрінгс | Клімат : Гленвуд-Спрінгс | Клімат : Гленвуд-Спрінгс | Клімат : Гленвуд-Спрінгс |
| Показник                                                                         | Січ.                     | Лют.                     | Бер.                     | Квіт.                    | Трав.                    | Черв.                    | Лип.                     | Серп.                    | Вер.                     | Жовт.                    | Лист.                    | Груд.                    | Рік                      |
| Абсолютний максимум, °C                                                          | 15,6                     | 19,4                     | 26,1                     | 31,1                     | 35,0                     | 38,9                     | 38,9                     | 37,8                     | 37,8                     | 31,1                     | 26,7                     | 18,3                     | 38,9                     |
| Середній максимум, °C                                                            | 1,9                      | 5,0                      | 10,8                     | 15,2                     | 21,0                     | 27,2                     | 30,7                     | 29,5                     | 24,6                     | 17,7                     | 8,4                      | 1,9                      | 16,2                     |
| Середній мінімум, °C                                                             | −10,3                    | −7,5                     | −3                       | 0,1                      | 4,0                      | 7,8                      | 11,6                     | 11,1                     | 6,4                      | 0,7                      | −4,5                     | −9,5                     | 0,6                      |
| Абсолютний мінімум, °C                                                           | −38,9                    | −34,4                    | −25,6                    | −16,7                    | −8,3                     | −2,8                     | −1,1                     | −2,2                     | −6,7                     | −12,2                    | −24,4                    | −30                      | −38,9                    |
| Норма опадів, мм                                                                 | 38                       | 28                       | 36                       | 39                       | 45                       | 27                       | 27                       | 32                       | 50                       | 47                       | 34                       | 33                       | 436                      |
| Днів з опадами                                                                   | 8                        | 7                        | 8                        | 8                        | 7                        | 5                        | 6                        | 8                        | 7                        | 6                        | 6                        | 8                        | 84                       |
| -------------------------------------------------------------------------------- | ------------------------ | ------------------------ | ------------------------ | ------------------------ | ------------------------ | ------------------------ | ------------------------ | ------------------------ | ------------------------ | ------------------------ | ------------------------ | ------------------------ | ------------------------ |
| Джерело: WRCC (temperature and precipitation data 1981–2010, snowfall 1893–2012) |                          |                          |                          |                          |                          |                          |                          |                          |                          |                          |                          |                          |                          |

## Демографія
Згідно з переписом 2010 року, у місті мешкало 9614 осіб у 3778 домогосподарствах у складі 2268 родин. Густота населення становила 652 особи/км².  Було 4113 помешкання (279/км²).
Расовий склад населення:
| - 81,4 % — білих - 1,2 % — чорних або афроамериканців - 1,0 % — корінних американців - 0,8 % — азіатів - 0,1 % — вихідців з тихоокеанських островів - 13,2 % — осіб інших рас |

До двох чи більше рас належало 2,3 %. Частка іспаномовних становила 31,5 % від усіх жителів.
За віковим діапазоном населення розподілялося таким чином: 23,6 % — особи молодші 18 років, 68,1 % — особи у віці 18—64 років, 8,3 % — особи у віці 65 років та старші. Медіана віку мешканця становила 34,7 року. На 100 осіб жіночої статі у місті припадало 104,1 чоловіків;  на 100 жінок у віці від 18 років та старших — 102,1 чоловіків також старших 18 років.
Середній дохід на одне домашнє господарство  становив 68 254 долари США (медіана — 49 538), а середній дохід на одну сім'ю — 81 929 доларів (медіана — 61 691). Медіана доходів становила 45 816 доларів для чоловіків та 37 906 доларів для жінок. За межею бідності перебувало 15,4 % осіб, у тому числі 16,0 % дітей у віці до 18 років та 6,4 % осіб у віці 65 років та старших.
Цивільне працевлаштоване населення становило 5474 особи. Основні галузі зайнятості: освіта, охорона здоров'я та соціальна допомога — 20,9 %, роздрібна торгівля — 13,5 %, будівництво — 13,4 %.

## Транспорт

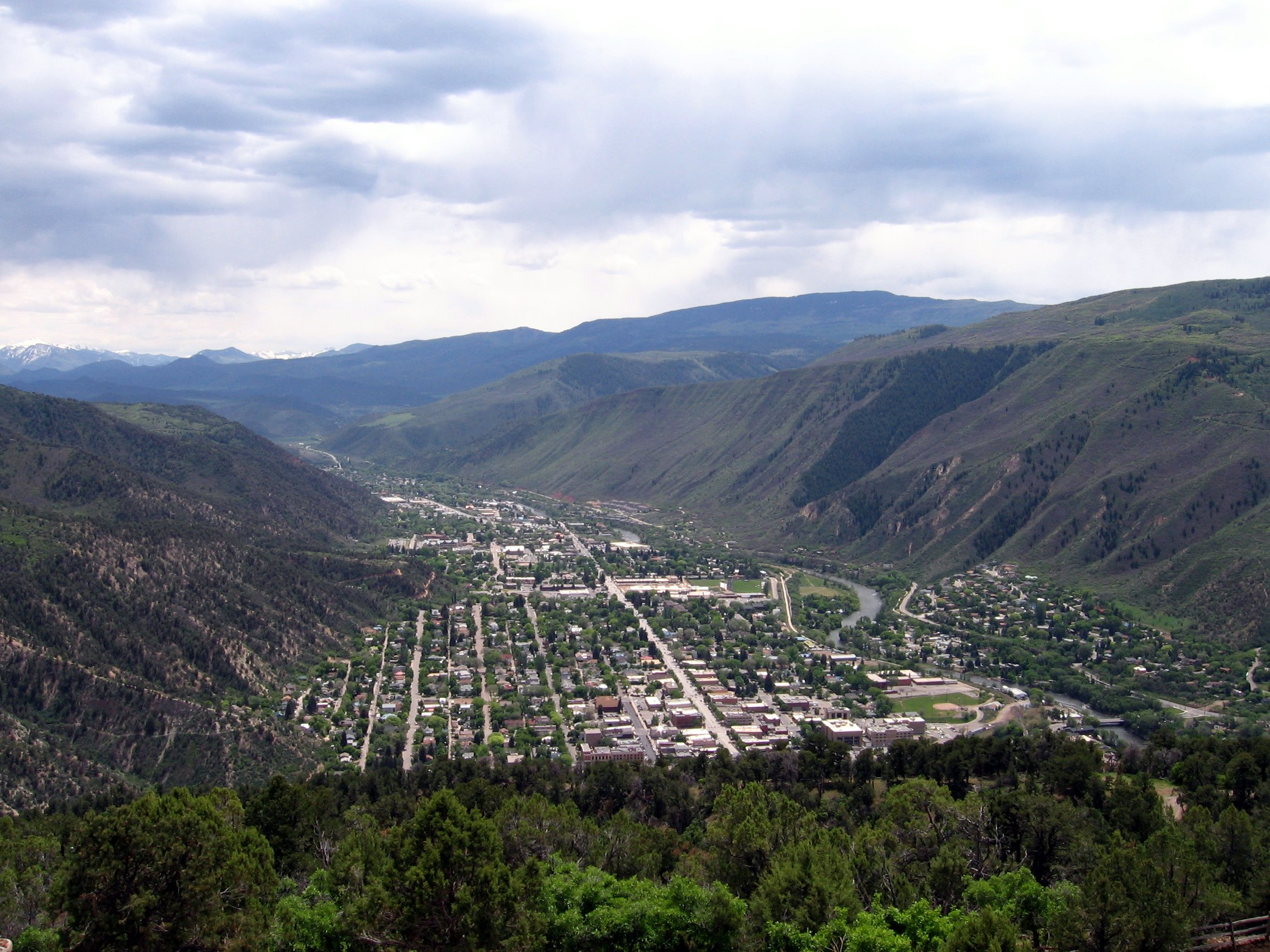
Вид на місто

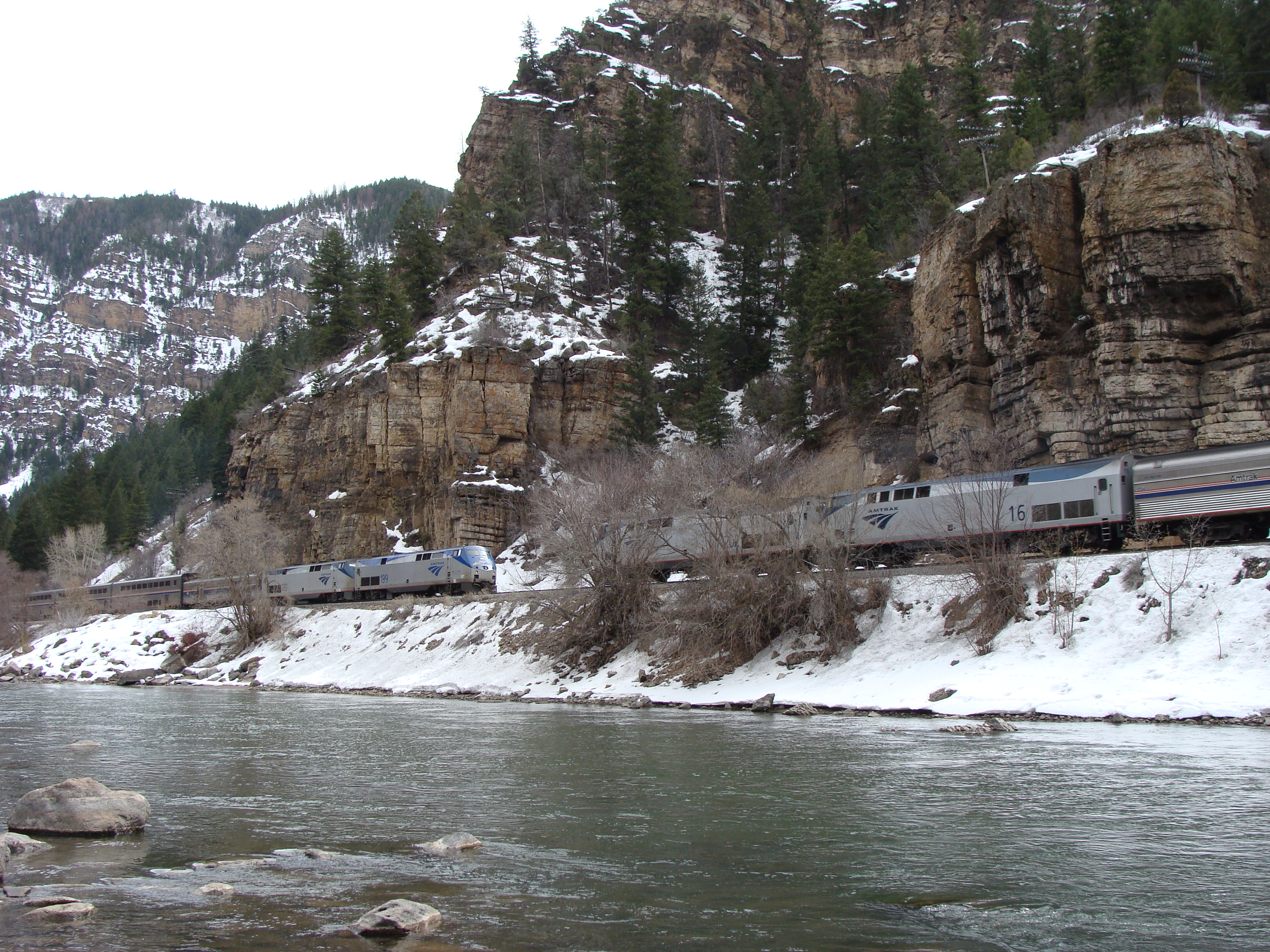
Потяги Amtrak в каньйоні Гленвуд

Гленвуд-Спрінгс розташоване на магістралі I-70, в 160 милях від Денвера і в 85 милях від Гранд-Джанкшена.
Через місто проходить залізнична лінія Amtrak, що з'єднує Чикаго та Сан-Франциско. Гленвуд-Спрінгс — друге за завантаженістю станція в штаті Колорадо після Денвера.
У місті діє аеропорт Гленвуд-Спрінгс, побудований для військових потреб в 1940-х роках.